# Xã Eagle, Michigan
Xã Eagle (tiếng Anh: Eagle Township) là một xã thuộc quận Clinton, tiểu bang Michigan, Hoa Kỳ. Năm 2010, dân số của xã này là 2.671 người.